# Covert Affairs
Covert Affairs és una sèrie de televisió estatunidenca creada per Matt Corman i Chris Ord, difosa originalment pel canal de televisió per cable USA Network durant cinc temporades, entre juliol de 2010 i desembre de 2014, protagonitzada per Piper Perabo i Christopher Gorham.

## Sinopsi
Annie Walker (Piper Perabo), una jove en pràctiques de la CIA és incorporada de forma inesperada a operadora de camp, aparentment per la seva capacitació lingüística, però pot haver-hi alguna cosa o algú del seu passat que els seus caps de la CIA estiguin realment buscant. Auggie Anderson (Christopher Gorham), és un agent d'intel·ligència militar de la CIA guia l'Annie en aquest món de burocràcia i conspiracions. La Joan Campbell (Kari Matchett), cap de l'Annie, a la Divisió de Protecció Domèstica i el seu marit Arthur (Peter Gallaguer), director de serveis clandestins acompanyaran les intrigues de les seves missions arreu del món.
Però, com a la majoria de bones històries d'espionatge, l'enemic no és només a les portes de 'Covert Affairs', sinó que també hi ha traïdors a l'interior de Langley.

## Repartiment

### Personatges principals
- Anne Catherine "Annie" Walker (temporades 1-5), interpretada per Piper Perabo És la protagonista de la sèrie, Annie, una agent jove de la CIA que per les seves habilitats i domini dels idiomes és incorporada al servei de camp poc abans de completar la seva formació. Té una relació d'amistat amb el seu company Auggie.Inicialment viu en un annex pels convidats a la casa de la seva germana Danielle amb la seva família.
- August "Auggie" Anderson (temporades 1-5), interpretat per Christopher Gorham Agent especial d'intel·ligència de la CIA. És un acreditat tècnic informàtic de l'agència. Antic soldat de les forces especials des Estats Units, es va quedar cec en una missió a la guerra de l'Iraq. Amic de l'Annie, l'inicia i dona suport en la seva feina.
- Joan Campbell (temporades 1-5), interpretada per Kari Matchett Supervisora i mentora de l'Annie, dirigeix la Divisió de Protecció Nacional. Esposa de l'Arthur, el seu superior jeràrquic a l'agència, amb qui mantenen diferències.
- Danielle Brooks (temporades 1-2, recurrent 3-5), interpretada per Anne Dudek Germana gran de l'Annie, mare de dos bessons. Fins que no descobreix la veritable ocupació de l'Annie es pensa que treballa al Smithsonian, tal com li fa creure ella mateixa. Més endavant es traslladarà a viure a Califòrnia amb la seva família
- Jai Wilcox (temporades 1-2, convidat 3), interpretat per Sendhil Ramamurthy. Oficial de la CIA, molt preparat i ambiciós. Fill de l'antecessor en el càrrec de l'Arthur. Morirà assassinat en un misteriós atemptat.
- Arthur Campbell (temporades 2-5, recurrent 1), interpretat per Peter Gallagher Casat amb la Joan. Director de la divisió que controla les activitats clandestines de la CIA. En la seva etapa com a agent de campanya va estar a Berlin per recollir informació a la Stasi.
- Calder Michaels (temporades 4-5), interpretat per Hill Harper Agent de la CIA que l'Annie coneix a Colòmbia. Henry Wilcox el promociona, provocant inicialment els recels de l'Annie, Joan i Auggie. Més tard la relació variarà.
- Ryan McQuaid (temporada 5), interpretat per Nicholas Bishop Antic soldat, dirigeix una empresa de seguretat privada. Desenvolupa una relació amb l'Annie.

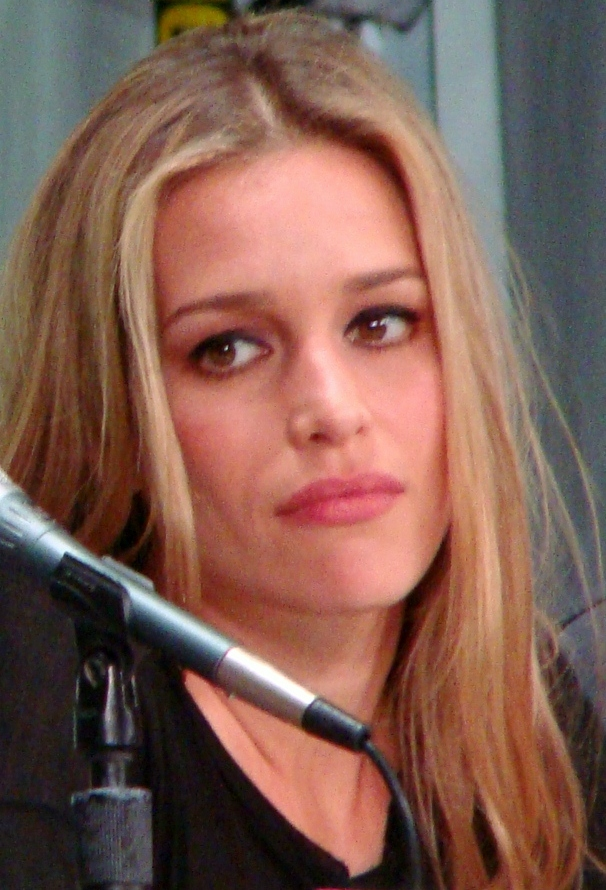
Piper Perabo
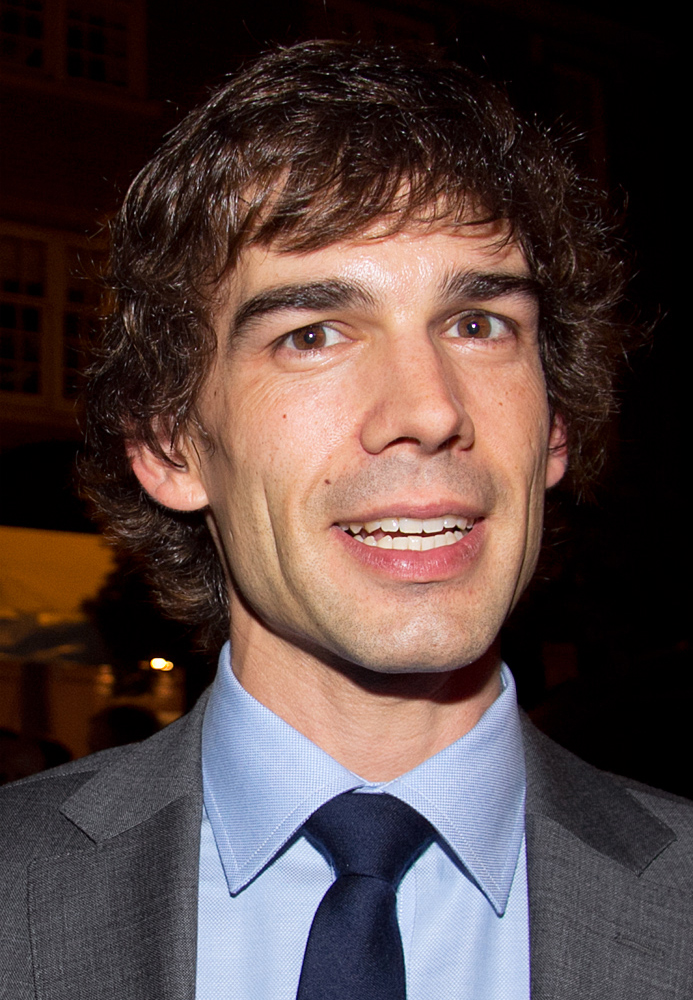
Christopher Gorham
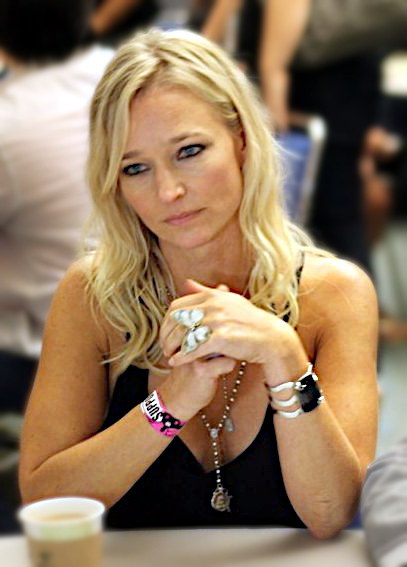
Kari Matchett
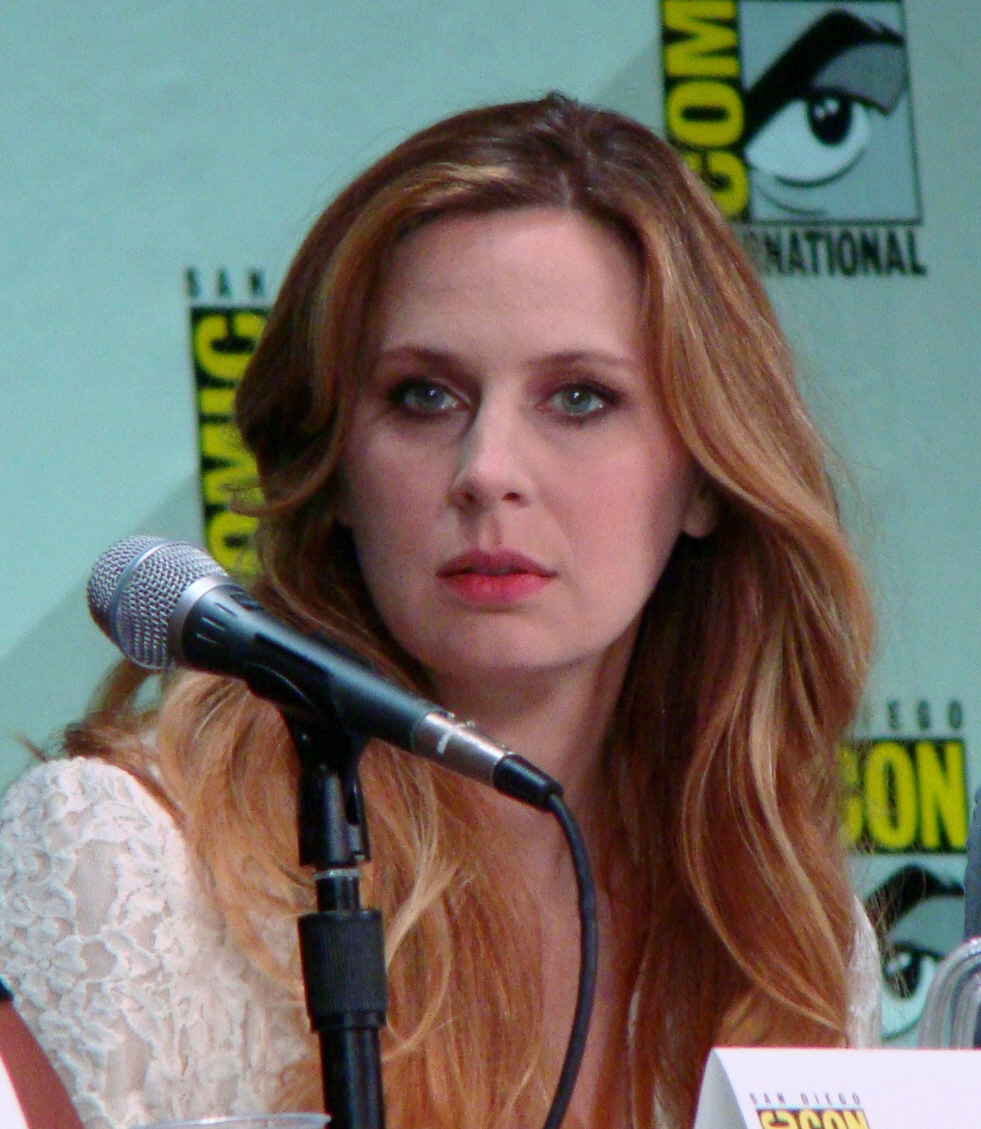
Anne Dudek
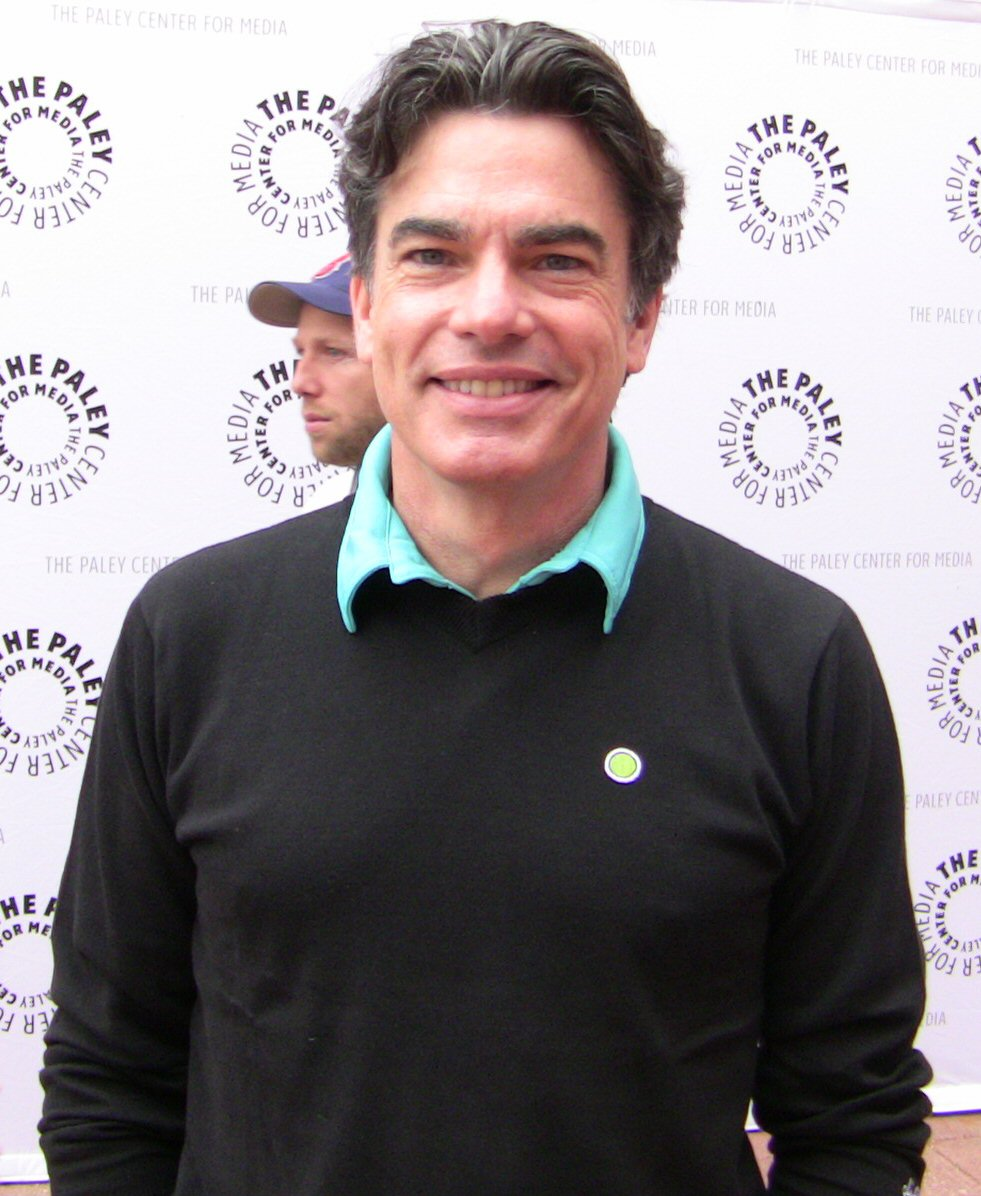
Peter Gallagher
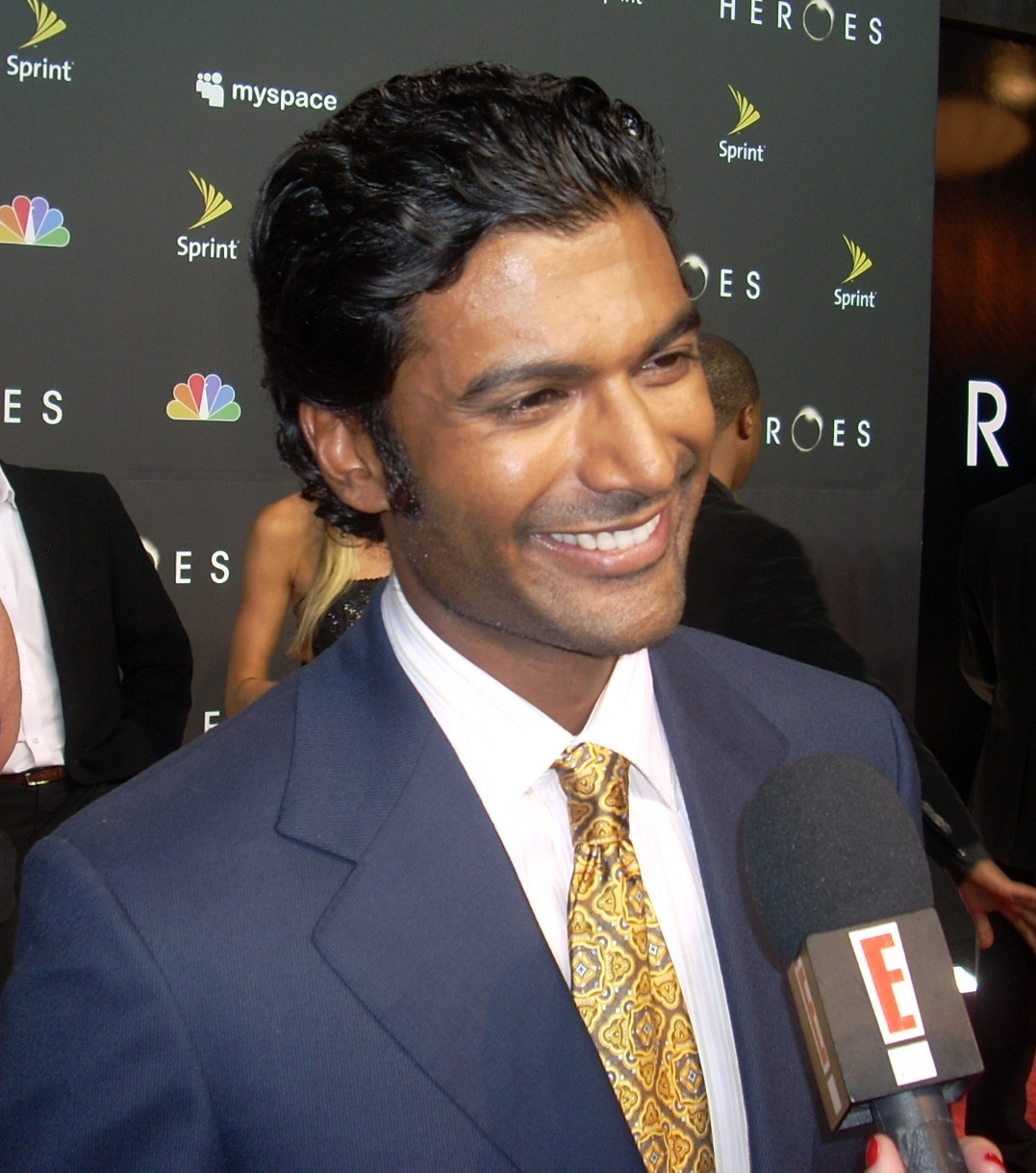
Sendhil Ramamurthy
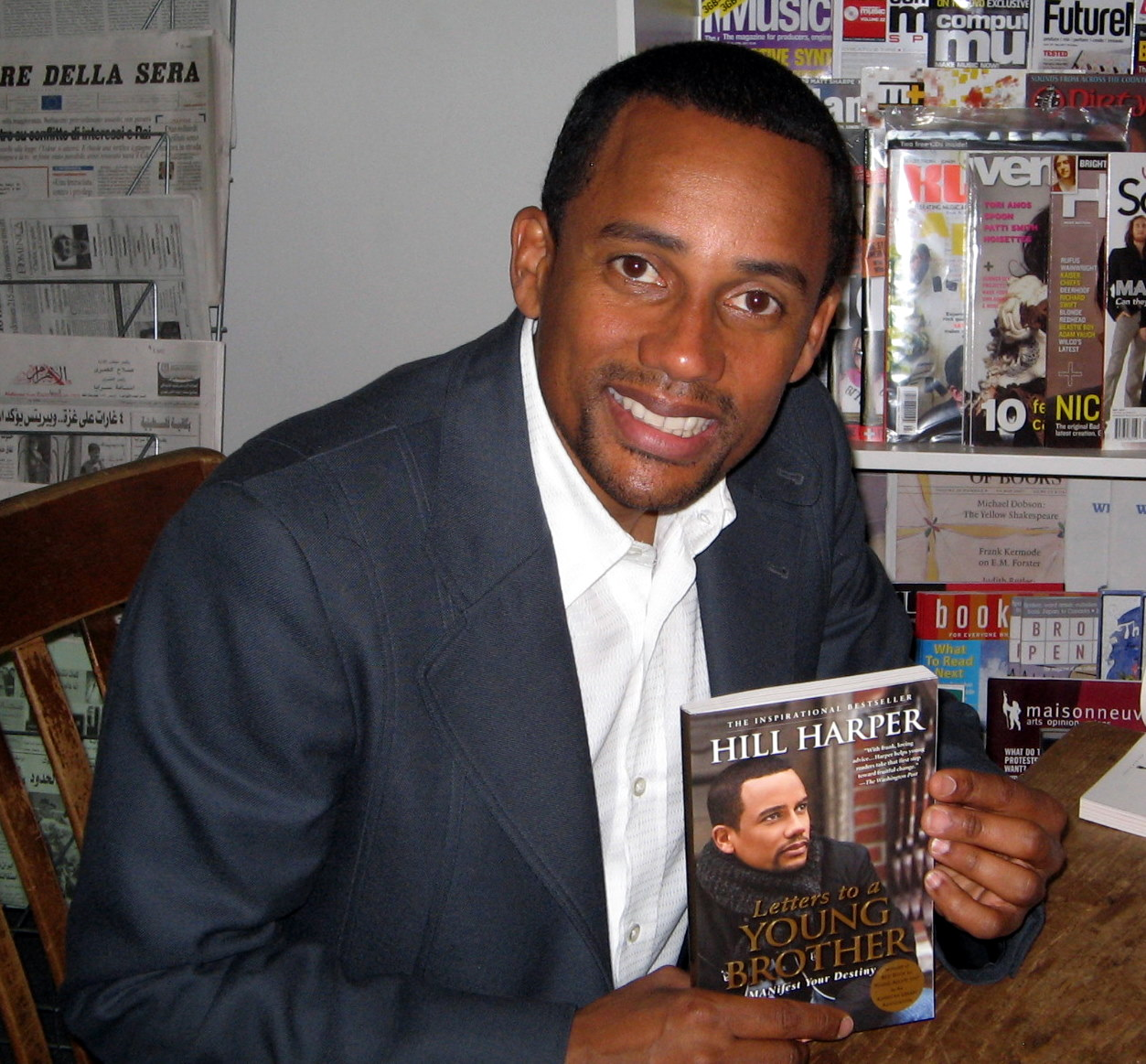
Hill Harper
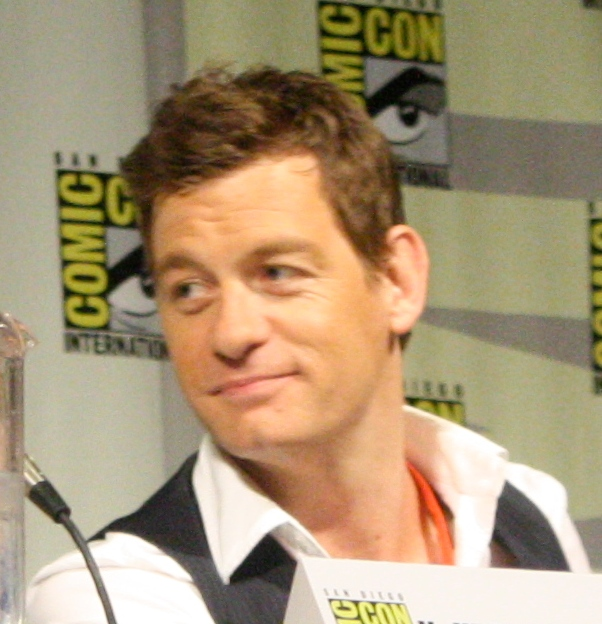
Nicholas Bishop

### Personatges secundaris
- Eyal Lavin (temporades 1-5), interpretat per Oded Fehr, agent del Mossad, servei d'intel·ligència israelià que ocasionalment ajuda i col·labora amb l'Annie.
- Henry Wilcox (temporades 1-4), interpretat per Gregory Itzin, exdirector del servei d'activitats clandestines, pare de Jail.
- Lena Smith (temporada 3), interpretada per Sarah Clarke, supervisora de l'Annie en una altra divisió de l'agència.
- Ben Mercer (temporades 1-2), interpretat per Eion Bailey, ex-xicot de l'Annie i embolicat en operacions encobertes.
- Liza Hearn (temporades 1-3), interpretada per Emmanuelle Vaugier, periodista d'investigació que intenta publicar alguns articles que posen en qüestió l'Agència.
- Hayley Price (temporada 5), interpretada per Amy Jo Johnson, treballa al Centre Nacional contra el terrorisme, té una relació amb l'Auggie
- Natasha Petrovna (temporades 1-5), interpretada per Liane Balaban, experta hacker informàtica, té una ordre de recerca, manté una relació amb l'Auggie.
- Parker Rowland (temporades 2-5), interpretada per Devin Kelley, és la germana d'un antic company d'Auggie que va morir a la guerra de l'Iraq. Els dos comencen una difícil relació sentimental.

## Capítols
La sèrie consta de 75 episodis emesos en cinc temporades (2010-2014). Després de cinc temporades, la xarxa de cable propietat de NBCUniversal va optar per cancel·lar el drama d'espionatge protagonitzat per Piper Perabo i Christopher Gorham, una decisió empresarial, essent en última instància el factor decisiu les audiències en directe del mateix dia. En el seu moment àlgid, Covert Affairs, produït per Universal Cable Productions, va fer una mitjana de 5 milions d'espectadors en directe el mateix dia. La seva cinquena temporada va arribar a una mitjana d'uns 1,5 milions.

### Primera temporada (2010)
1. Pilot
2. Walter's Walk
3. South Bound Suarez
4. No Quarter
5. In the Light
6. Houses of the Holy
7. Communication Breakdown
8. What Is and What Should Never Be
9. Fool in the Rain
10. I Can't Quit You Baby
11. When the Levee Breaks

### Segona temporada (2011)
1. Begin the Begin
2. Good Advices
3. Bang and Blame
4. All the Right Friends
5. Around the Sun
6. The Outsiders
7. Half a World Away
8. Welcome to the Occupation
9. Sad Professor
10. World Leader Pretend
11. The Wake-Up Bomb
12. Uberlin
13. A Girl Like You
14. Horse to Water
15. What's the Frequency, Kenneth?
16. Letter Never Sent

### Tercera temporada (2012)
1. Hang on to Yourself
2. Sound and Vision
3. The Last Thing You Should Do
4. Speed of Life
5. This Is Not America
6. Hello Stranger
7. Loving the Alien
8. Glass Spider
9. Suffragette City
10. Let's Dance
11. Rock 'n' Roll Suicide
12. Wishful Beginnings
13. Man in the Middle
14. Scary Monsters (and Super Creeps)
15. Quicksand
16. Lady Stardust

### Quarta temporada (2013)
1. Vamos
2. Dig For Fire
3. Into The White
4. Rock a My Soul
5. Here Comes Your Man
6. Space (I Believe In)
7. Crackity Jones
8. I've Been Waiting for You
9. Hang Wire
10. Levitate Me
11. Dead
12. Something Against You
13. No. 13 Baby
14. River Euphrates
15. There Goes My Gun
16. Trompe Le Monde

### Cinquena temporada (2014)
1. Shady Lane
2. False Skorpion
3. Unseen Power of the Picket Fence
4. Silence Kit
5. Elevate Me Later
6. Embassy Row
7. Brink of the Clouds
8. Grounded
9. Spit on a Stranger
10. Sensitive Euro Man
11. Trigger Cut
12. Starlings of the Slipstream
13. She Believes
14. Transport Is Arranged
15. Frontwards
16. Gold Soundz

## Al voltant de la sèrie

### Localitzacions
La sèrie es va rodar en estudis de Toronto, però per exigències del propi guió molts capítols de la sèrie estan ambientats en localitzacions arreu del món com Sri Lanka, Istanbul, Paris, Londres, Berlin o Venècia. En el segon capítol de la tercera temporada (Sound and Vision), l'Agència envia l'Annie, recent acabada de tornar del Marroc, amb el seu company Auggie cap a Barcelona, on una parella canadenca ha estat detinguda després d'intentar comprar un potent virus informàtic a un hacker anomenat Red Rover. El rodatge a Barcelona va durar quatre dies i va ser dirigit per Stephen Kay, amb escenes a Ciutat Vella, Eixample i Park Güell. En la versió original es pot comprovar com hi ha unes breus frases en català en veu de la protagonista. L'episodi va ser emès el 17 de juliol de 2012.
A la cinquena temporada es van rodar capítols a ciutats com Medellin, Roma, Viena, Copenhagen, Hong Kong, Paris, Istanbul i Buenos Aires.

### Crítiques
A l'agregador Rotten Tomatoes, la sèrie obtè un 93% d'aprovació global per part dels crítics i un 76% pel que fa a l'audiència. La segona i la cinquena temporades són les millors valorades per l'opinió dels usuaris. Qualificada per aquest portal com a previsible, malgrat tot, un drama d'espionatge elegant i entretingut que es beneficia de Piper Perabo en el paper principal. Per Alessandra Stanley de New York Times, la sèrie no és tan tensa com '24' o la 'trilogia Bourne', però és divertida i intel·ligent i en destaca el bon estil de la protagonista.

### Nominacions
La protagonista de la sèrie Piper Perabo va ser nominada al Globus d'Or a la millor actriu en sèrie de televisió dramàtica edició del 2011.